# 安全靴

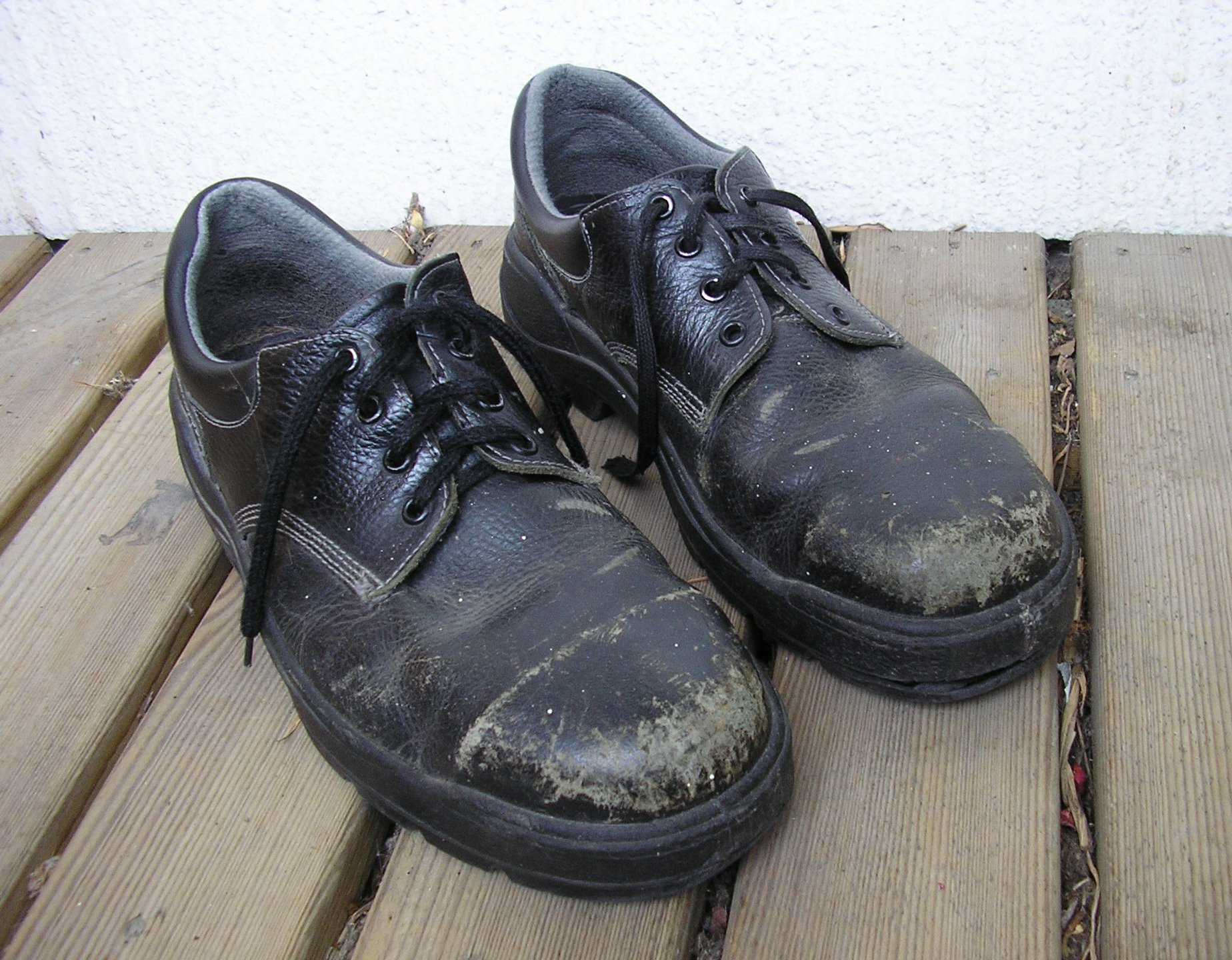
一般的な安全靴

安全靴（あんぜんぐつ、Safety boots）とは、主に工事現場や重い機械・部品を扱う工場内や、鉱業、建設業などの足への危険を伴う作業場で使用される着用者の足を保護することを目的とした靴。狭義にはJIS規格に合致したものを、やや広義にはJIS規格と同等の安全性を持つものをいうが、JIS規格より安全性の低い軽量タイプをも含むことがある。また、人体に帯電した静電気を靴から逃がすことを目的とした静電気帯電防止靴（静電靴）にも安全靴の性能を持つものや、厨房などで使用するため油や水に対する滑り止めが重視されたもの、転倒防止のため靴紐が省かれ様々な体位での使用し易さや歩行が多いため柔軟性が重視された医療従事者向けなどの物などがある。
本項ではJIS規格に定義された「安全靴」だけでなく、プロテクティブスニーカーなど「足を保護する目的の靴」について記載する。

## 概要
足先への重量物の落下や釘などの踏み抜きから作業者の足を守るため、普通の靴においては皮革ないし軟質合成樹脂製である先芯や中底が鋼板でできていることが特徴である。軽量化のため硬質合成樹脂製の先芯を使った安全靴もある。他にも靴底が耐油性のある素材や硬質のポリウレタンやゴムでできたものもある。革の靴底が用いられることは少なく、総じて一般的な革靴より重い。
溶接作業においては、火花が散るため、人造皮革よりも、安全靴が炎上し難い本革の安全靴を推奨している。
表面素材は革やメッシュや布であったりする。外見は普通の長靴・半長靴・短靴タイプのものや、スニーカーや前ゴムシューズタイプのものがある。
甲皮の硬さ、ゴム製靴底や先芯による重さ、製法に起因する通気性の悪さなどが相まって、一般的に履き心地は良くない。別売りの中敷きなどを使用すれば履き心地は改善するが、静電安全靴・絶縁作業靴など、種類によっては中敷きの使用によりJIS規格の適合条件から外れ、機能が損なわれることに留意しなければならない。一方で、踏み抜き防止などの特殊機能を備えた安全靴専用の中敷きも市販されている。
JIS規格において、材質や安全性などについて規格が定められている。これらの規格を満たしたものだけが「安全靴」という名称で販売される。JIS規格における強度などの基準値を満たしていても、材質などがJIS規格を逸脱している場合は「作業靴」や「プロテクティブスニーカー」という名称で販売されることもある。
労働安全衛生法・労働安全衛生規則によって、作業内容・環境に合わせた安全靴着用の義務が定められている。
「重量物で靴先が潰れると鋼板が足先に食いこんで指が切断される、安全靴は普通の靴より危険」との噂があったが、実験番組"怪しい伝説"によれば、それは完全な誤謬と結論付けられた。実際の現場において、安全靴が歪むような事故は、極めて珍しく、普通の靴で作業する危険性を考えれば、安全靴の有効性は明白である。作業者は、普通の靴を履く危険性を負うよりも、履きやすい安全靴を探すべきである。
その安全性の高さから、オートバイの運転時に履かれることもある。

## 日本産業規格（JIS）における区分
- 保護性能による区分
安全靴（P）：先しんが装着されており、甲被及び表底の材料がJIS T 8101（安全靴の基準）を満足するもの。
保護靴（O）：先しんが装着されており、甲被及び表底の材料がJIS T 8103（静電気帯電防止靴）の一定の材料及び材料性能を満足するもの。
作業靴（W）：先しんが装着されておらず、甲被及び表底の材料がJIS T 8103（静電気帯電防止靴）の一定の材料及び材料性能を満足するもの。

- JIS T 8101 安全靴
「主として着用者のつま先を先しんによって防護し，滑り止めを備える靴。」と定義されている。

- 甲皮による種類
革製：天然の牛革をクロム等でなめしたもの。革の厚さや性能についても基準がある。
総ゴム製：耐油性のあるものとないものがある。ゴムの厚さや性能についても基準がある。漏れ防止性の試験をクリアしなければならない。
それ以外：2010年のJIS規格改定により、プラスチック、ビニールレザー、人工皮革、布又は合成樹脂引布を甲皮に使用することが認められたが、これらを用いた靴は「安全靴」ではなく「作業靴」「保護靴」として規定される。

- 作業区分による種類（記号）
重作業用（H）：先芯の耐衝撃性能100J・耐圧迫性能15kN、表底のはく離抵抗300N以上あるもの。
普通作業用（S）：先芯の耐衝撃性能70J・耐圧迫性能10kN、表底のはく離抵抗300N以上あるもの。
軽作業用（L）：先芯の耐衝撃性能30J・耐圧迫性能4.5kN、表底のはく離抵抗250N以上あるもの。

- 付加的性能（記号）
耐踏抜き性能（P）：くぎの貫通時の力1,100N以上あるもの。
踵部の衝撃エネルギー吸収性（E）：衝撃エネルギー吸収性20J以上あるもの。
耐滑性（F）：靴底の動摩擦計数0.20以上あるもの。
足甲プロテクタの耐衝撃性（M）：足甲部への衝撃を緩和する性能を有するもの。
これら種類と付加的性能については、安全靴あるいは箱に表示されている。
例1.安全靴 革製S・・・革製の普通作業用安全靴
例2.安全靴 革製SP・・耐踏抜き性能を持った、革製の普通作業用安全靴

- 表底の種類
表底は滑り止め効果のある形状をしており、ゴム、発泡ポリウレタンまたはそれらの重層組み合わせの構造とし、一定の物理的性能を持つことが定められている。また、最薄部の厚さも定められている。
安全靴：耐油性ゴム、発泡ポリウレタン、それらの複合底であること。
保護靴・作業靴：耐油性ゴム、発泡ポリウレタンに加え、プラスチック、発泡プラスチックの使用が認められている。

## プロテクティブスニーカーとJSAA規格
足を保護するための性能を有していても、材料や製法、構造がJIS規格に合致しない場合は安全靴と呼ぶことは出来ない。しかし、海外製の先芯を装着したスニーカータイプの靴の輸入増加に伴い、消費者が安全性についての適正な判断を行うために、日本プロテクティブスニーカ協会（JPSA）により、JIS規格と同等の業界標準（JSAA規格）が設けられており、JIS規格対象外の靴でも、JPSA規格に合致する製品に推奨マークを表示している。
プロテクティブスニーカーの規格は下記のようになっている。
- 作業区分による種類（記号）
普通作業用（A種）：先芯の耐衝撃性能・耐圧迫性能、踵部の衝撃吸収性能について、安全靴S種と同等。
軽作業用（B種）：先芯の耐衝撃性能・耐圧迫性能、踵部の衝撃吸収性能について、安全靴L種と同等。

## 安全靴の一覧

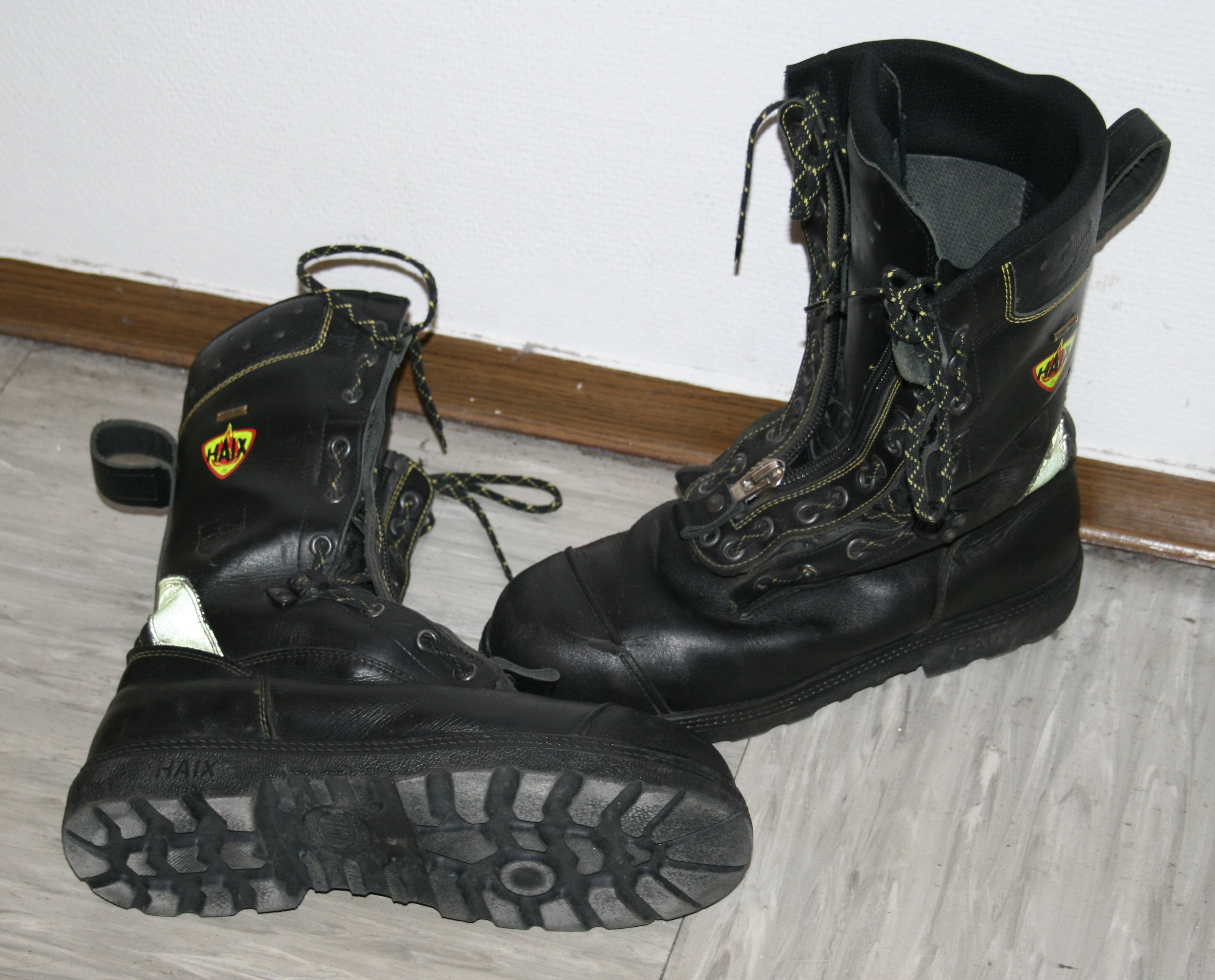
ブーツタイプの安全靴
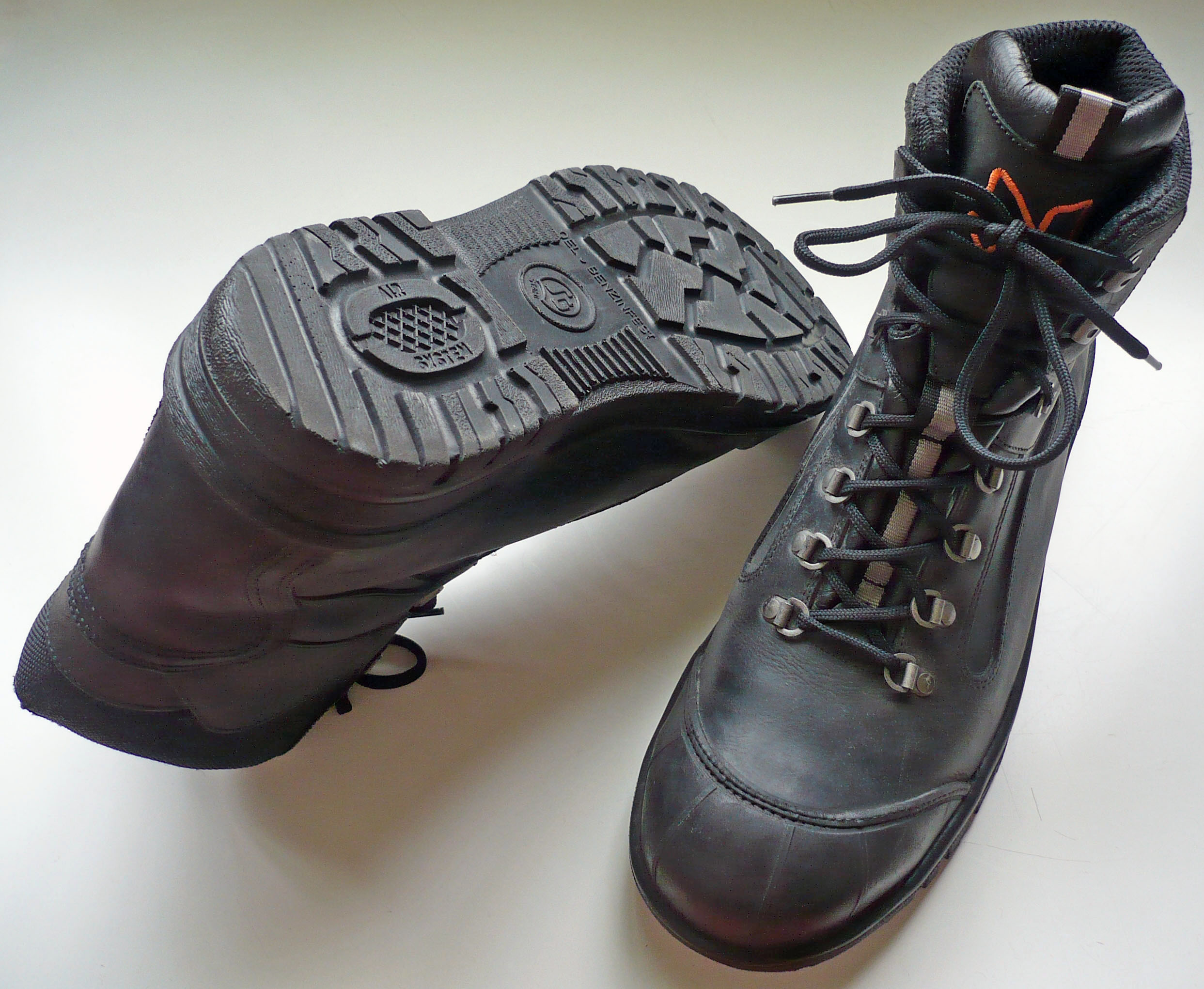
ブーツタイプの安全靴 靴底には「通気システム」「耐油・耐ガソリン性」と銘打たれている
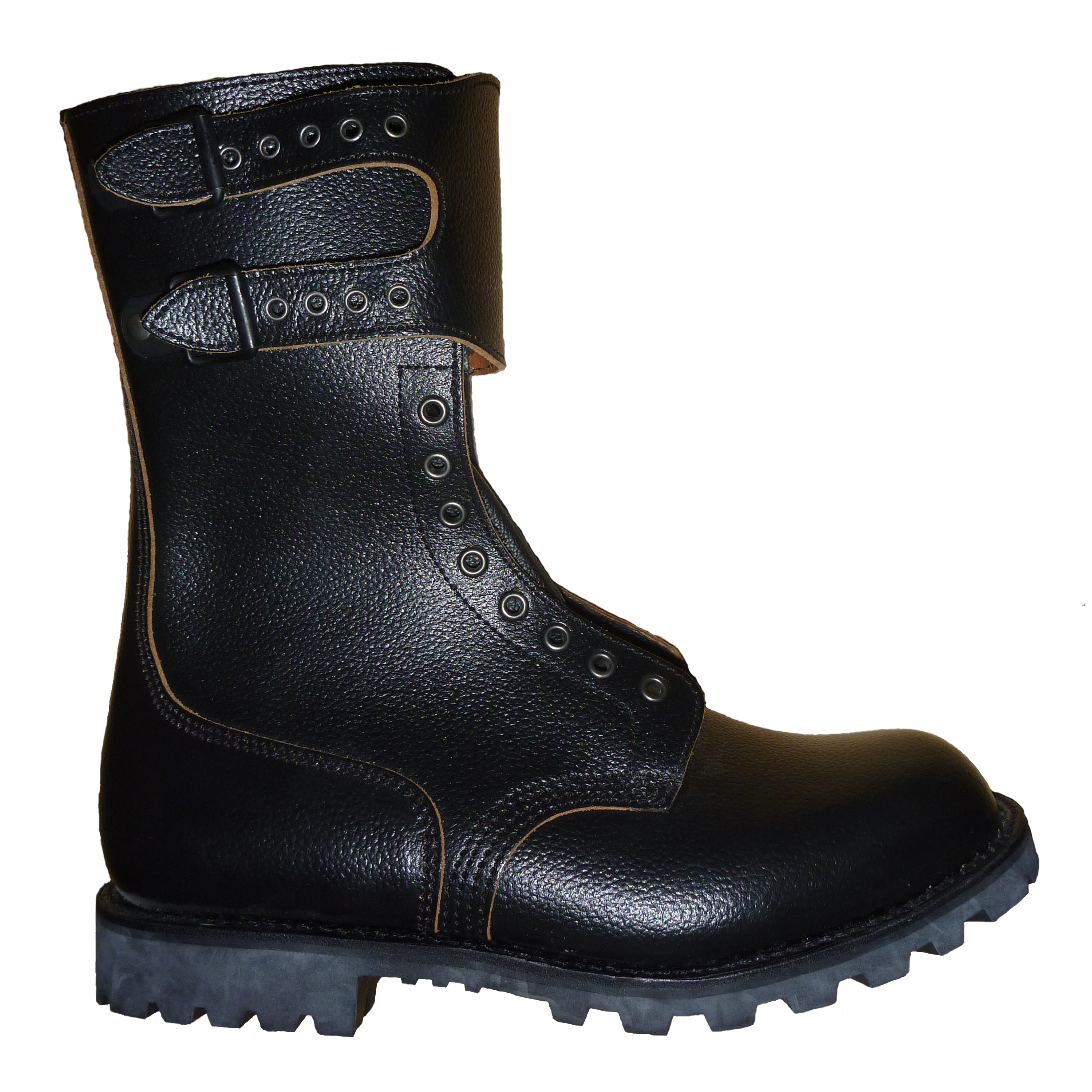
半長靴タイプの安全靴
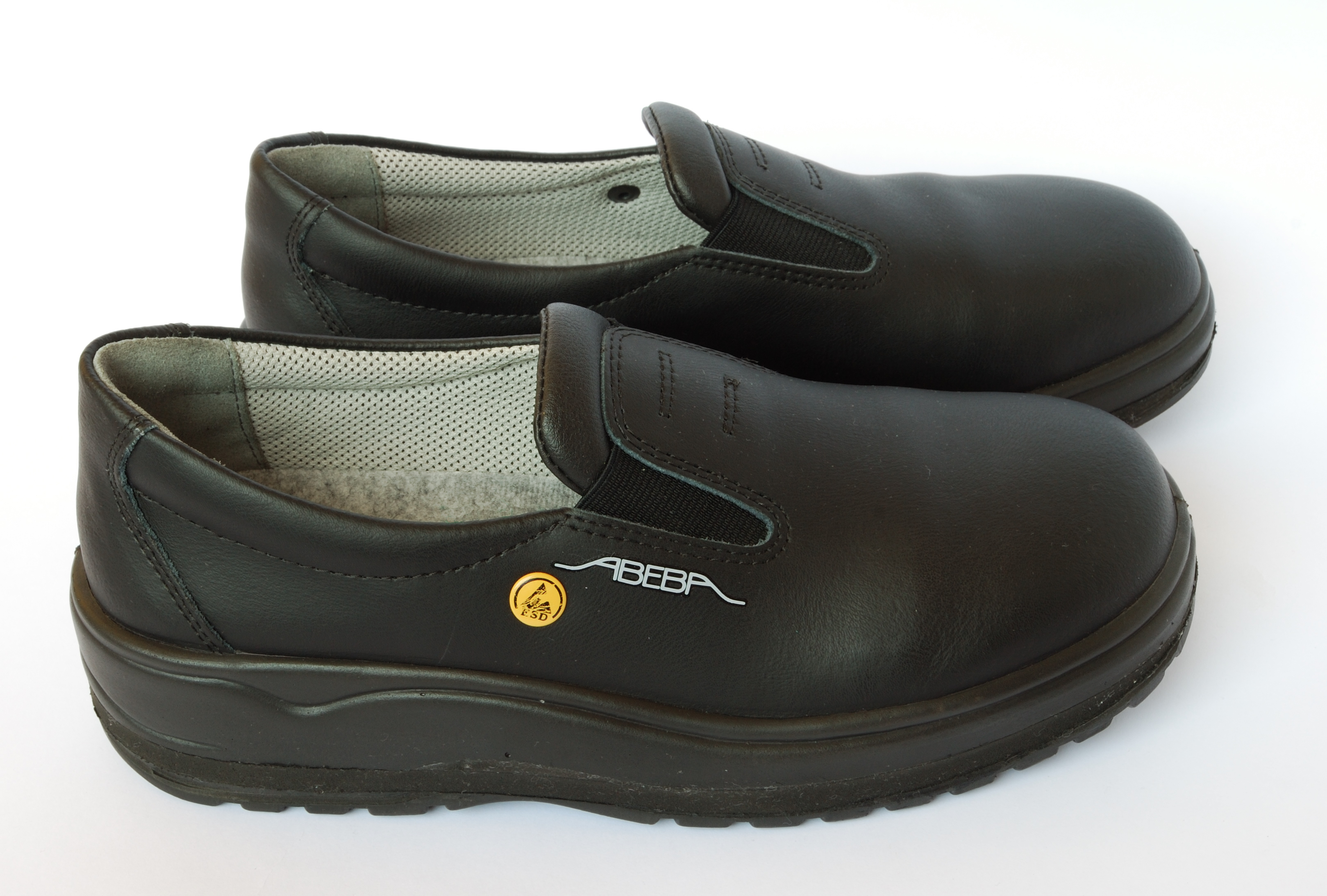
前ゴムシューズタイプの安全靴
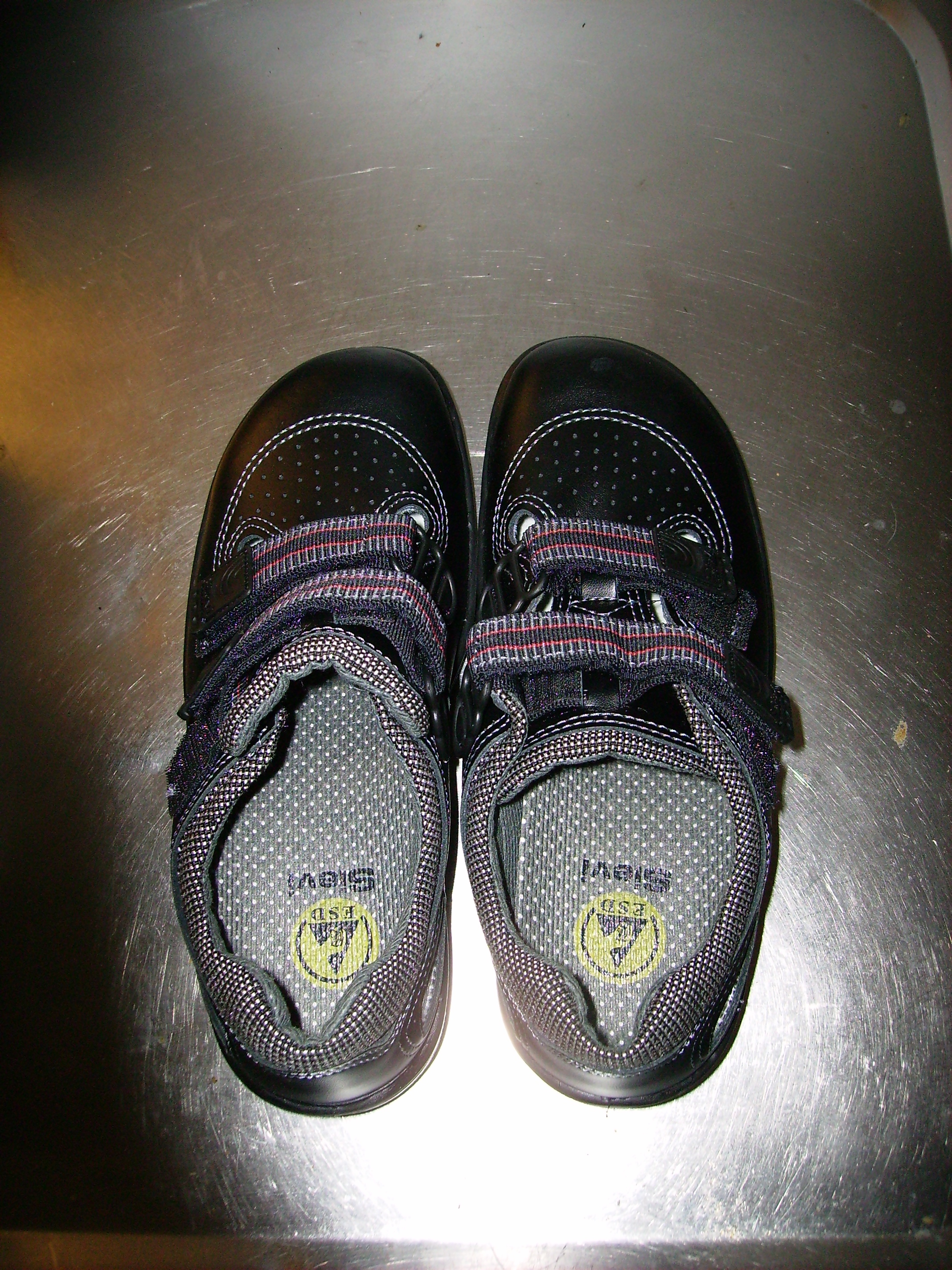
安全靴の中敷き
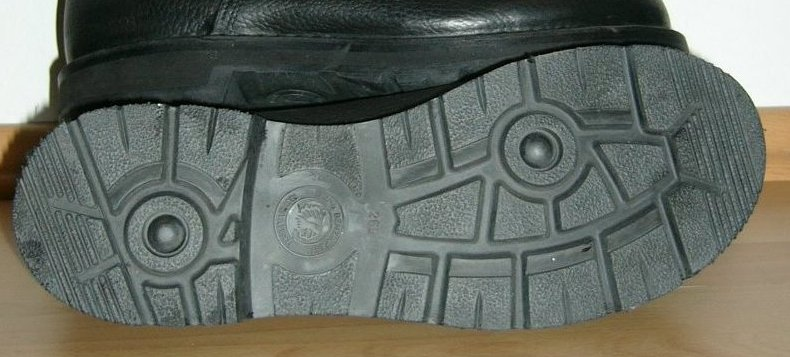
安全靴の靴底

## 主なメーカー
- 青木安全靴
- アサヒシューズ（旧：アサヒコーポレーション）
- アシックス
- ムーンスター（旧：月星化成）
- エンゼル
- 喜多
- サンダンス
- シバタ工業
- シモン
- ディアドラ
- ドンケル
- 日進ゴム
- オカモト
- ノサックス(旧：野口ゴム工業)
- フジ製靴
- 丸五
- ミドリ安全
- ケイワーク
- リーガルコーポレーション（旧：日本製靴）
- アトム
- クロダルマ
- アイトス
- ヨツギ
- キタヤマ
- ミタニコーポレーション
- 熱田資材
- ロスコ
- ジーベック
- アルトコーポレーション
- リベルト
- ディッキーズ
- プーマ
- ケイゾック
- ミズノ
- アキレス
- エアウォーク
- エスコ
- ロット
- マドラス
- アタックベース
- おたふく手袋
- 富士手袋工業
- タルテックス
- サンダンス
- バートル
- チャーリー安全靴
- 福山ゴム
- 弘進ゴム
- 76ルブリカンツ
- コーコス信岡
- 力王
- アズワン
- トラスコ中山
- グッドイヤー
- ミツウマ
- ゴールドウィン
- ガードナー
- ラングラー
- マウンテンドラゴン
- 東洋リントフリー
- KBスタイル
- ジプロア
- レッドウイング[1]
- ウルヴァリン[2]